# Бжозово-Хшчони
Бжозово-Хшчони (пол. Brzozowo-Chrzczony) — село в Польщі, у гміні Посвентне Білостоцького повіту Підляського воєводства.
Населення — 67 осіб (2011).

## Демографія
Демографічна структура станом на 31 березня 2011 року:
|          | Загалом | Допрацездатний вік | Працездатний вік | Постпрацездатний вік |
| -------- | ------- | ------------------ | ---------------- | -------------------- |
| Чоловіки | 37      | 8                  | 23               | 6                    |
| Жінки    | 30      | 6                  | 14               | 10                   |
| Разом    | 67      | 14                 | 37               | 16                   |